# هلن استنلی
هلن استنلی (انگلیسی: Helene Stanley؛ ۱۷ ژوئیهٔ ۱۹۲۹ – ۲۷ دسامبر ۱۹۹۰) یک رقص، و هنرپیشه اهل ایالات متحده آمریکا بود.

## گزیده فیلم‌شناسی
- ۱۹۴۰: فانتازیا (فیلم)
- ۱۹۴۵: دلهره عشق (فیلم ۱۹۴۵) - سوزان
- ۱۹۴۹: تمام مردان شاه (فیلم ۱۹۴۹) - هلن هال (در عنوان بندی نیامده)
- ۱۹۵۰: سیندرلا (فیلم ۱۹۵۰) (|سیندرلا
- ۱۹۵۰: جنگل آسفالت -جینی (در عنوان بندی نیامده)
- ۱۹۵۲: ما متأهل نیستیم! - مری (در عنوان بندی نیامده)
- ۱۹۵۲: برف‌های کلیمانجارو (فیلم ۱۹۵۲) - کانی
- ۱۹۵۹: زیبای خفته (فیلم ۱۹۵۹) - آورورا
- ۱۹۶۱: صد و یک سگ خالدار - آنیتا